# Bôle

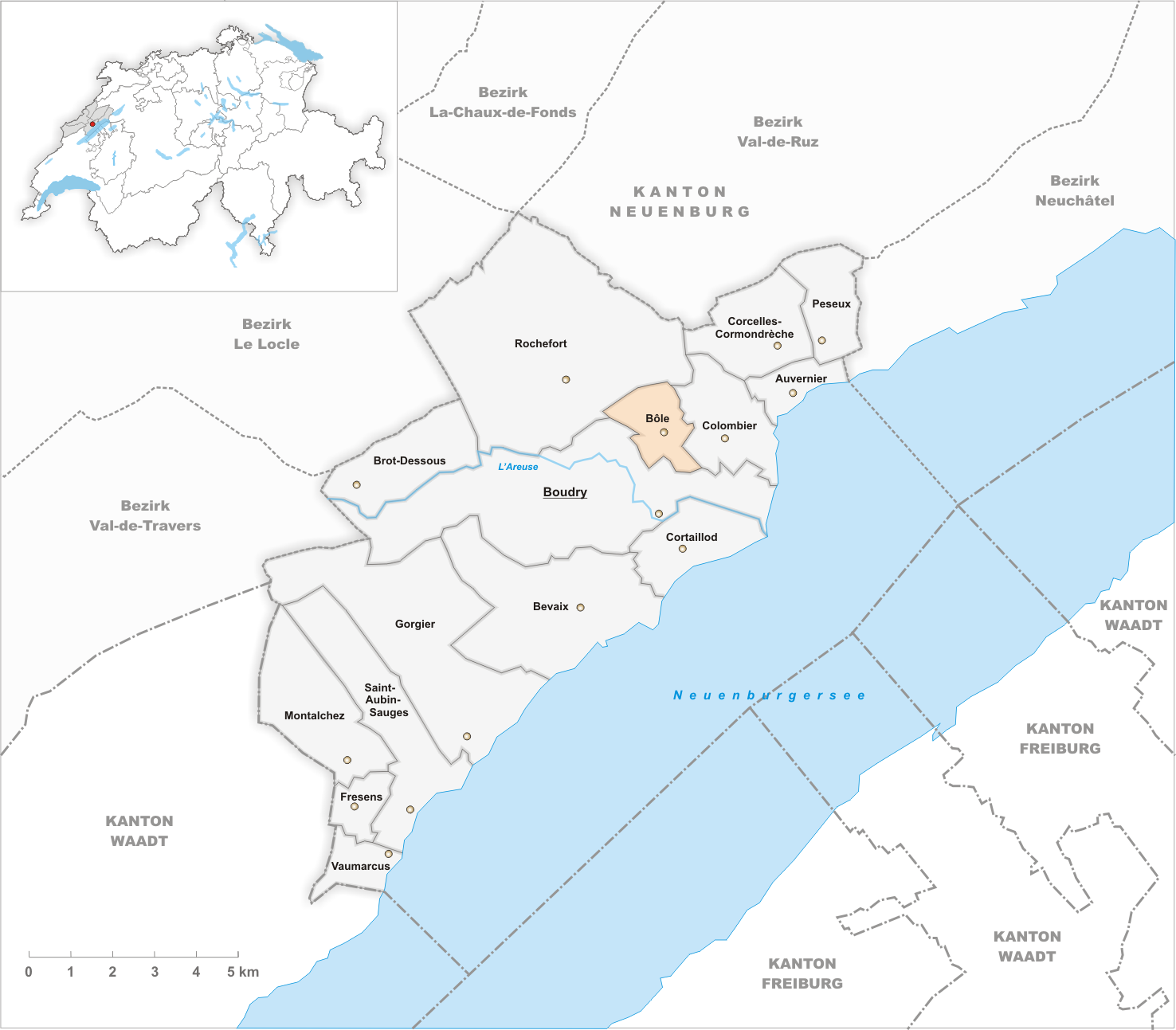
Gemeindestand vor der Fusion am 1. Januar 2013

Bôle war eine politische Gemeinde im Distrikt Boudry des Kantons Neuenburg in der Schweiz. Am 1. Januar 2013 fusionierte sie mit den Gemeinden Auvernier und Colombier zur neuen Gemeinde Milvignes.

## Geographie
Bôle liegt auf 523 m ü. M., sieben Kilometer westsüdwestlich der Kantonshauptstadt Neuenburg (Luftlinie). Das Dorf erstreckt sich am unteren Jurasüdhang an aussichtsreicher Lage rund 100 m über dem Neuenburgersee und dem Aufschüttungsfächer der Areuse.
Die Fläche des 2,6 km² grossen Gemeindegebiets umfasst einen schmalen Abschnitt am Jurasüdhang oberhalb von Boudry, zumeist östlich des Tals des Merdasson. Im Süden reicht der Gemeindeboden auf das vorgelagerte Plateau Planeyse. Nach Norden erstreckt sich das Gebiet den Hang hinauf bis in den Bois Devant, in dem mit 674 m ü. M. der höchste Punkt von Bôle erreicht wird. Von der Gemeindefläche entfielen 1997 25 % auf Siedlungen, 46 % auf Wald und Gehölze, 27 % auf Landwirtschaft und etwas weniger als 2 % war unproduktives Land.
Nachbargemeinden von Bôle sind Boudry, Rochefort und Colombier.

Historisches Luftbild von Walter Mittelholzer von 1926

## Bevölkerung
Mit 1806 Einwohnern (Stand 31. Dezember 2012) gehört Bôle zu den mittelgrossen Gemeinden des Kantons Neuenburg. Von den Bewohnern sind 90,0 % französischsprachig, 3,9 % deutschsprachig und 1,6 % italienischsprachig (Stand 2000). Die Bevölkerungszahl von Bôle ist seit 1950 (571 Einwohner) deutlich angestiegen.

## Wirtschaft
Bôle war bis Mitte des 20. Jahrhunderts ein hauptsächlich durch die Landwirtschaft geprägtes Dorf. Unterhalb des Ortskerns und im Tal des Merdasson herrscht Weinbau vor. In den letzten Jahrzehnten hat sich Bôle allmählich zur Wohngemeinde entwickelt. Im Ort gibt es nur Industriebetriebe kleinerer und mittlerer Grösse. Viele Erwerbstätige sind deshalb Wegpendler und arbeiten in Neuenburg oder in den Industriezonen von Boudry und Colombier.

## Verkehr
Die Gemeinde ist verkehrsmässig gut erschlossen. Sie liegt an der Kantonsstrasse von Colombier nach Rochefort, die dann weiter über den Pass La Tourne in das Vallée des Ponts führt. Am 7. November 1859 wurde die Eisenbahnlinie Yverdon – Neuenburg eröffnet. Der Bahnhof Colombier befindet sich an der Gemeindegrenze von Colombier und Bôle. Oberhalb des Dorfkerns verläuft die am 25. Juli 1860 eingeweihte Bahnlinie Auvernier – Les Verrières, die aber erst 1895 eine Haltestelle in Bôle erhielt. Für die Feinverteilung im öffentlichen Verkehr sorgt die Buslinie von Colombier via Bôle nach Rochefort.

## Geschichte
Zur Zeit der Römer führte die Vy d’Etra, eine Handelsstrasse, durch das heutige Bôle; von einer Siedlung ist jedoch nichts bekannt. Früheste Zeugen einer Besiedlung des Gemeindegebietes sind die nahe der Kirche gefundenen rund 30 Gräber aus der Zeit der Merowinger. Die erste schriftliche Erwähnung des Ortes erfolgte 1346 unter dem Namen Boule. Spätere Bezeichnungen waren Bosle und Bulla.
Bôle gehörte bis 1848 zur Burgvogtei Boudry, die unter der Oberhoheit der Grafen von Neuenburg stand. Seit 1648 war Neuenburg Fürstentum und ab 1707 durch Personalunion mit dem Königreich Preussen verbunden. 1806 wurde das Gebiet an Napoleon I. abgetreten und kam 1815 im Zuge des Wiener Kongresses an die Schweizerische Eidgenossenschaft, wobei die Könige von Preussen bis zum Neuenburgerhandel 1857 auch Fürsten von Neuenburg blieben. Bôle wurde erst 1860 eine eigene Kirchgemeinde.